# Brittany Snow
Brittany Anne Snow (Tampa, Florida; 9 de marzo de 1986) es una actriz y modelo estadounidense. Es conocida por haber actuado en películas como The Pacifier (2005), John Tucker Must Die (2006), Hairspray (2007), Prom Night (2008), la serie de películas de Pitch Perfect (2012–2017), Someone Great (2019), y X (2022).

## Vida personal
Snow nació en Tampa, Florida. Se graduó en Gaither High School en dicha ciudad en el año 2004. Brittany es católica, tiene una cicatriz en la frente, ya que cuando tenía dos años sufrió una caída y fue suturada con catorce puntos. Creó «Love Is Louder», un sitio donde ayudar a gente que se siente sola o tiene problemas como el bullying.
Anunció su compromiso con el agente de bienes raíces y surfista profesional Tyler Stanaland el 19 de febrero de 2019. Se casaron en Malibú el 14 de marzo de 2020. En septiembre de 2022 se hizo público que la pareja se separaba.

## Trayectoria profesional
Snow comenzó a trabajar como modelo a los tres años en un anuncio para los grandes almacenes Burdines. Estuvo en la telenovela de CBS Guiding Light durante tres años como la adolescente problemática Susan «Daisy» Lemay. Interpretó a Meg Pryor en la serie dramática de NBC American Dreams y a la estudiante de secundaria neonazi Ariel Alderman en la tercera temporada de Nip/Tuck de FX.
Apareció en la película de comedia familiar The Pacifier (2005) junto a Lauren Graham y Vin Diesel, siendo su debut en la gran pantalla. Más adelante participó en la película de comedia romántica adolescente John Tucker Must Die (2006) junto a Jesse Metcalfe. En 2006, prestó su voz a Naminé en el videojuego Kingdom Hearts II y a Shizuku Tsukishima en la película de Studio Ghibli Whisper of the Heart. También interpretó a una joven que sufría trastorno bipolar en el final de la séptima temporada de Law & Order: Special Victims Unit. 
En 2007 participó en el musical Hairspray, una adaptación cinematográfica del musical de Broadway, interpretando a Amber Von Tussle, la hija del personaje de Michelle Pfeiffer. Posteriormente, interpretó el papel principal de Donna Keppel en la película slasher Prom Night (2008). También tuvo un papel como la joven Lily Rhodes en Gossip Girl, en el episodio «Valley Girls». El 17 de enero de 2011, comenzó a aparecer como un personaje regular en la primera temporada del drama legal Harry's Law, y regresó como un personaje recurrente en la segunda temporada. Protagonizó junto a Evan Ross la película de suspenso 96 Minutes (2011).
En 2012, protagonizó la película de comedia musical Pitch Perfect, como la cantante a capela Chloe Beale. Repitió su papel en Pitch Perfect 2 (2015), que recibió críticas generalmente positivas de los críticos y recaudó más de 287 millones de dólares en todo el mundo, superando la recaudación total de la película original (115,4 millones de dólares) en cinco días, y también se convirtió en la película de comedia musical más taquillera de todos los tiempos. Volvió a repetir su papel por última vez en Pitch Perfect 3 (2017), que recibió críticas mixtas de los críticos y recaudó 185 millones de dólares en todo el mundo.
En noviembre de 2012, fue elegida para la comedia Ben and Kate como Lila, un interés amoroso de Tommy. También interpretó a Michelle en la película de comedia The Late Bloomer (2016) y tuvo el papel principal de Lucy en la película de acción y suspenso Bushwick (2017). Interpretó el papel de Blair Helms en la película de comedia romántica de Netflix Someone Great (2019). Protagonizó la película de terror X (2022) del cineasta Ti West como Bobby-Lynne Parker.
Snow hizo su debut como directora con Parachute, que se estrenó en el festival SXSW en marzo de 2023. También tuvo un papel protagonista como Rachel en el cortometraje Red, White and Blue (2023), que cuenta la historia de una madre soltera que trabaja como camarera, que busca urgentemente un aborto.

## Filmografía

### Cine
| Cine | Cine                         | Cine               | Cine                         | Cine |
| Año  | Título original              | Papel              | Notas                        |      |
| ---- | ---------------------------- | ------------------ | ---------------------------- | ---- |
| 2005 | The Pacifier                 | Zoe Plummer        |                              |      |
| 2006 | Whisper of the Heart         | Shizuku Tsukishima | Voz de doblaje               |      |
| 2006 | John Tucker Must Die         | Kate Spencer       |                              |      |
| 2007 | Hairspray                    | Amber Von Tussle   |                              |      |
| 2007 | On the Doll                  | Balery             |                              |      |
| 2008 | Prom Night                   | Donna Keppel       |                              |      |
| 2008 | Finding Amanda               | Amanda Tangerman   |                              |      |
| 2008 | Streak                       | Baylin             | Cortometraje                 |      |
| 2009 | The Vicious Kind             | Emma Gainsborough  |                              |      |
| 2009 | Black Water Transit          | Sardoonah          |                              |      |
| 2010 | Janie Jones                  | Iris               |                              |      |
| 2011 | 96 Minutes                   | Carley             |                              |      |
| 2012 | Pitch Perfect                | Chloe Beale        |                              |      |
| 2012 | Petunia                      | Robin McDougal     |                              |      |
| 2012 | Would You Rather             | Iris               | También productora ejecutiva |      |
| 2013 | Syrup                        | Three              |                              |      |
| 2014 | There's Always Woodstock     | Jody               |                              |      |
| 2014 | The Potters                  | Rose Berry         |                              |      |
| 2015 | Pitch Perfect 2              | Chloe Beale        |                              |      |
| 2015 | Dial a Prayer                | Cora               |                              |      |
| 2016 | The Late Bloomer             | Michelle           |                              |      |
| 2017 | Pitch Perfect 3              | Chloe Beale        |                              |      |
| 2017 | Bushwick                     | Lucy               |                              |      |
| 2017 | Hangman                      | Christie Davies    |                              |      |
| 2019 | Someone Great                | Blair Helms        |                              |      |
| 2020 | Hooking Up                   | Darla Beane        | También productora           |      |
| 2022 | X                            | Bobby-Lynne Parker |                              |      |
| 2022 | Christmas with the Campbells | Jesse              |                              |      |
| 2023 | Parachute                    | —                  | Directora                    |      |
| 2023 | Red, White and Blue          | Rachel             | Cortometraje                 |      |
| 2023 | The Good Half                | Leigh Wheeland     |                              |      |

### Televisión
| Televisión | Televisión                 | Televisión           | Televisión                                | Televisión |
| Año        | Título original            | Papel                | Notas                                     |            |
| ---------- | -------------------------- | -------------------- | ----------------------------------------- | ---------- |
| 1998–2002  | Guiding Light              | Susan «Daisy» Lemay  | Elenco principal                          |            |
| 1999       | Safe Harbor                | Sara                 | Episodio: «Dog Day Afternoons and Nights» |            |
| 2002–2005  | American Dreams            | Margaret «Meg» Pryor | Protagonista; 61 episodios                |            |
| 2005       | Nip/Tuck                   | Ariel Alderman       | 5 episodios                               |            |
| 2006       | Law & Order: SVU           | Jamie Hoskins        | Episodio: «Influence»                     |            |
| 2009       | Family Guy                 | Candy                | Episodio: «Quagmire's Baby»               |            |
| 2009       | Gossip Girl                | Lily Rhodes (joven)  | Episodio: «Valley Girls»                  |            |
| 2011       | Harry's Law                | Jenna Backstrom      | Elenco principal; 13 episodios            |            |
| 2011       | Mad Love                   | Julia Swanson        | Episodio: «Little Sister, Big City»       |            |
| 2012–2013  | Ben and Kate               | Lila                 | 4 episodios                               |            |
| 2013       | Call Me Crazy: A Five Film | Lucy                 | Película de televisión                    |            |
| 2014       | An American Education      | Sarah Miller         | Episodio: «Pilot»                         |            |
| 2016–2017  | Crazy Ex-Girlfriend        | Anna Hicks           | 3 episodios                               |            |
| 2019–2020  | Almost Family              | Julia Bechley        | Protagonista; 13 episodios                |            |
| 2023       | Not Dead Yet               | Piper Ashford        | Episodio: «Not Out of High School Yet»    |            |
| 2025       | The Night Agent            | Alice Leeds          | Recurrente (temporada 2)                  |            |

### Videos musicales
| Año  | Título                     | Notas                                         |
| ---- | -------------------------- | --------------------------------------------- |
| 2000 | My Girl, My Boo- Nu Ground | Video musical - Love Interest                 |
| 2006 | The Phrase That Pays       | Video musical - Enfermera                     |
| 2008 | Ride                       | Video musical - Cary Brothers Tiësto Remix    |
| 2008 | Just impolite              | Video musical                                 |
| 2009 | It's Alright, It's OK      | Video musical - Novia                         |
| 2011 | Fire Escape                | Video musical - Novia                         |
| 2012 | Into the wild              | Video musical                                 |
| 2012 | Scare Me                   | Video musical - Nuevo Fondo de golpe de vídeo |

### Videojuegos
| Año  | Título                      | Personaje | Notas                   |
| ---- | --------------------------- | --------- | ----------------------- |
| 2005 | Kingdom Hearts II           | Naminé    | Voz (versión en inglés) |
| 2007 | Kingdom Hearts II Final Mix | Naminé    | Voz (versión en inglés) |

## Premios y nominaciones
| Year      | Award                                    | Category                                                                     | Work            | Result   |
| --------- | ---------------------------------------- | ---------------------------------------------------------------------------- | --------------- | -------- |
| 1998-2002 | Young Artist Award                       | Best Performance in a Daytime TV Series - Young Actress                      | Guiding Light   | Ganado   |
| 1998-2002 | Young Artist Award                       | Best Performance in a TV Drama Series - Leading Young Actress                | Guiding Light   | Nominado |
| 1998-2002 | Young Artist Award                       | Best Performance in a Soap Opera – Young Actress                             | Guiding Light   | Nominado |
| 1998-2002 | Soap Opera Digest Award                  | Outstanding Child Actor                                                      | Guiding Light   | Nominado |
| 2002-2005 | Young Artist Award                       | Best Performance in a TV Series (Comedy or Drama) – Supporting Young Actress | American Dreams | Nominado |
| 2002-2005 | Teen Choice Awards                       | Choice TV Actress Drama                                                      | American Dreams | Nominado |
| 2002-2005 | Teen Choice Awards                       | TV Actress – Drama/Action Adventure                                          | American Dreams | Nominado |
| 2002-2005 | Teen Choice Awards                       | TV Breakout Star – Female                                                    | American Dreams | Nominado |
| 2007      | Hollywood Film Festival                  | Award for Ensemble of the Year                                               | Hairspray       | Ganado   |
| 2007      | Palm Springs International Film Festival | Ensemble Cast Award with Hairspray cast                                      | Hairspray       | Ganado   |
| 2007      | Screen Actors Guild Award                | Outstanding Performance by a Cast in a Motion Picture                        | Hairspray       | Nominado |
| 2008      | Teen Choice Awards                       | Choice Movie Actress: Horror/Thriller                                        | Prom Night      | Nominado |
| 2008      | Prism Award                              | Performance in a Feature Film                                                | Finding Amanda  | Nominado |
| 2011      | Boston Film Festival                     | Prize for Best Actress                                                       | 96 Minutes      | Ganado   |
| 2012      | Teen Choice Awards                       | Best Comedy Movie with Pitch Perfect cast                                    | Pitch Perfect   | Ganado   |
| 2012      | MTV Movie Awards                         | Best Musical Moment with Pitch Perfect cast                                  | Pitch Perfect   | Ganado   |